# Mathias Cormann
Mathias Hubert Paul Cormann (Eupen, 20 de septiembre de 1970) es un político y diplomático australiano nacido en Bélgica que actualmente se desempeña como Secretario General de la Organización para la Cooperación y el Desarrollo Económicos (OCDE). Asumió el cargo el 1 de junio de 2021, tras la jubilación de su antecesor José Ángel Gurría. Anteriormente, se desempeñó como ministro de Finanzas de Australia de 2013 a 2020 y senador de Australia Occidental por el Partido Liberal de 2007 a 2020. Su mandato de siete años y 42 días como ministro de Finanzas fue el más largo en la historia de Australia, abarcando Abbott, Turnbull y gobiernos de Morrison. Además, se desempeñó como ministro de la Función Pública de 2018 a 2019.
El 20 de septiembre de 2015, el primer ministro Malcolm Turnbull ascendió a Cormann al cargo de vicepresidente del gobierno en el Senado y el 20 de diciembre de 2017 como líder del gobierno en el Senado. También se desempeñó como ministro de Estado Especial de 2015 a 2016, de 2017 a 2018 y desde 2019. Cormann se desempeñó como líder del gobierno en el Senado y vicepresidente del Consejo Ejecutivo.

## Biografía
Cormann nació el 20 de septiembre de 1970 en Eupen, Bélgica, dentro de la comunidad de habla alemana del país. Es el mayor de cuatro hermanos y el único hijo de Hildegard y Herbert Cormann. Cormann creció en el pueblo de Raeren, a unos 5 kilómetros (3,1 millas) de la frontera con Alemania. En el momento de su nacimiento, su padre trabajaba como tornero en una fábrica en Alemania. Cuando tenía diez años, su padre pasó seis meses en el hospital con una grave enfermedad que lo dejó incapacitado para trabajar; posteriormente se convirtió en alcohólico pero se recuperó. La familia dependía de una pensión por discapacidad y de la asistencia de la Iglesia católica local, donde Cormann se desempeñaba como monaguillo.
Después de comenzar su educación localmente, Cormann completó su educación secundaria en Lieja, donde aprendió francés como segunda lengua. Continuó en la Universidad de Namur, donde obtuvo el grado de candidato en derecho. En 1989, él y algunos amigos de la universidad viajaron a Berlín para presenciar la caída del Muro de Berlín. Ha citado sus experiencias de los sistemas utilizados en Alemania Oriental y Occidental como influyentes en su desarrollo político. Más tarde, Cormann realizó estudios de posgrado en derecho en la Katholieke Universiteit Leuven, obteniendo el título de licenciado y aprendiendo holandés. Aprendió inglés como cuarto idioma en 1993 durante un intercambio del programa Erasmus en la Universidad de East Anglia en Norwich, Inglaterra.

## Trayectoria
En la década de 1990, Cormann participó activamente en el Partido Social Cristiano de Bélgica Oriental y fue presidente de la sección local de Raeren CSP, se postuló para el consejo provincial de la provincia de Lieja y fue miembro del consejo local de Raeren durante un breve período. En ocasiones también fue asistente del eurodiputado Mathieu Grosch.
Después de emigrar a Australia, se unió al Partido Liberal de Australia en 1996 y fue vicepresidente del partido en el estado de Australia Occidental de 2003 a 2004. A partir de 2007, Cormann reemplazó a Ian Campbell como diputado por Australia Occidental en el Senado australiano. En consecuencia, fue reelegido en las siguientes elecciones parlamentarias de 2010 y 2016. Bajo Tony Abbott, fue nombrado ministro de Finanzas de Australia en su gobierno en septiembre de 2013, que continuó bajo Malcolm Turnbull en los gobiernos de Turnbull I y II. Desde 2015, Cormann fue líder adjunto del gobierno en el Senado antes de asumir el cargo de líder gubernamental en el Senado el 20 de diciembre de 2017. En el gobierno de Morrison I del primer ministro Scott Morrison, Cormann fue reelegido secretario del Tesoro el 28 de agosto de 2018.
Dado que el actual vice primer ministro de Australia, Barnaby Joyce, no pudo asistir debido a un escándalo familiar, Cormann fue vice primer ministro de Australia del 21 al 26 de febrero de 2018. Después de que Turnbull renunció como primer ministro el 23 de agosto de 2018, el gobierno también se disolvió. En el gobierno del primer ministro Scott Morrison, Cormann fue reelegido secretario del Tesoro el 28 de agosto de 2018. Al 30 de septiembre de 2019, era el secretario del Tesoro de Australia con más años de servicio. A principios de julio de 2020, Cormann anunció su retiro de la política australiana a finales de año. Dimitió como Secretario del Tesoro el 30 de octubre de 2020 y fue sucedido por Simon Birmingham. El 6 de noviembre de 2020, renunció a su mandato como senador por Australia Occidental.
En octubre de 2020, Australia nominó a Cormann para el cargo de Secretario General de la OCDE. El 12 de marzo se conoció que Cormann logró imponerse en el proceso de selección para el nuevo Secretario General de la OCDE. Asumió el cargo el 1 de junio de 2021.